# Retinoblastom

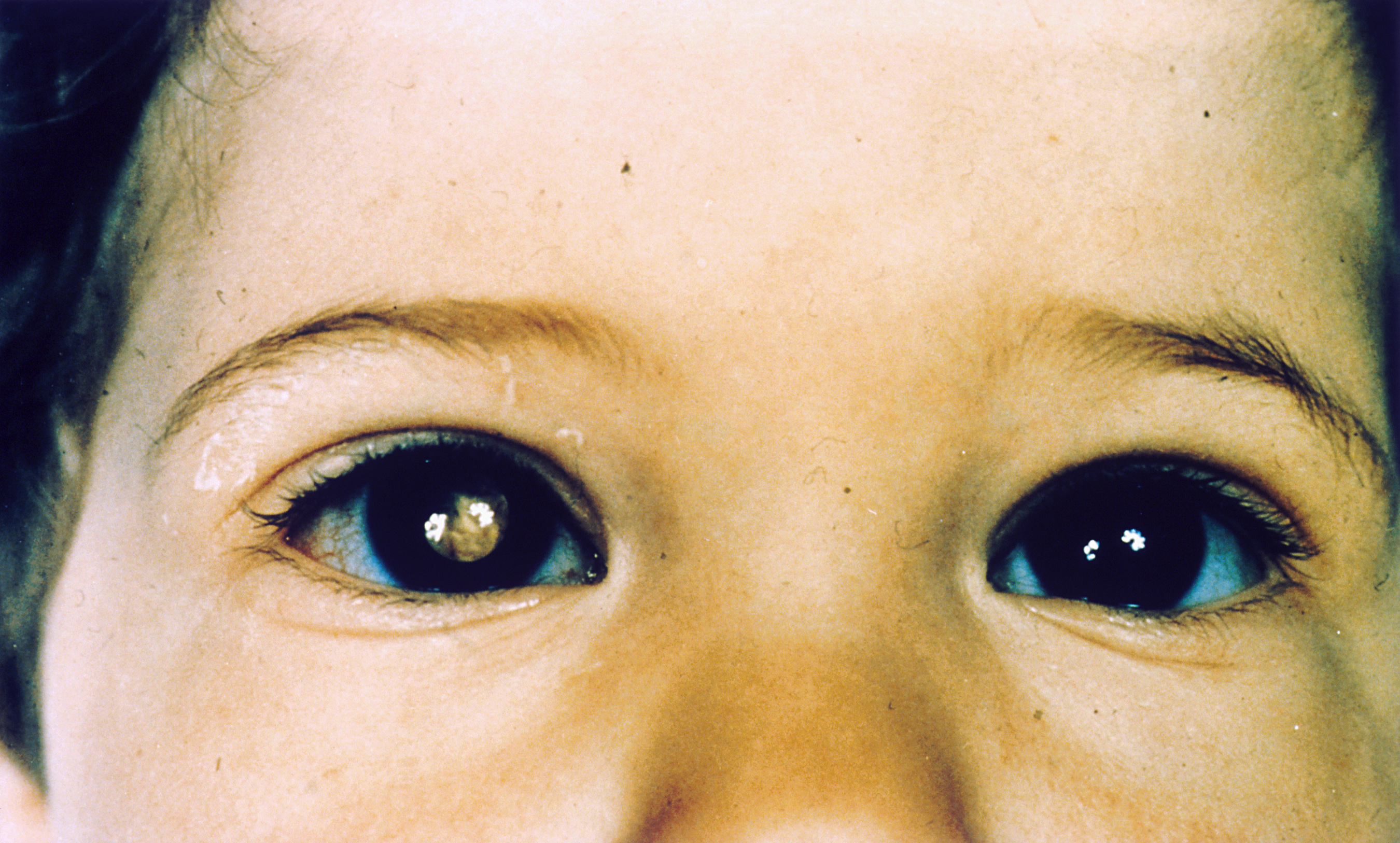
Retinoblastom på höger öga (till vänster på bilden)

Retinoblastom är en cancer i ögats näthinna (retina). Sjukdomen drabbar normalt endast spädbarn, oftast före två års ålder. Incidensen är ungefär 1:20 000. I Sverige diagnostiseras ungefär 6-7 barn per år. De flesta drabbade får endast en tumör i ett öga (unilateralt retinoblastom), medan cirka en tredjedel får tumörer i båda ögonen (bilateralt retinoblastom).

## Historia
1809 skrev den skotske kirurgen James Wardrop om "fungus haematodes" eller "mjuk cancer" i kroppens olika vävnader, däribland ögat. Han beskrev då tumören, med flera patienter som exempel, som en tillväxt som börjar i ögats bakre kammare som sedan växer tills den fyllt ut ögat för att till slut penetrera ögats yttre. Då dagens behandlingar ej fanns tillgängliga fick Wardrop följa patienter från de initiala symptomen till sjukdomens slutskede, och delger i sin publikation även observationer om tumörens histopatologi i det slutliga skedet.

## Ärftlighet och genetik
Retinoblastom är ett av de tidigast upptäckta exemplen på genetiska orsaker till cancer. Genen som kodar för proteinet retinoblastomprotein (RB) sitter på kromosom 13, q14. Genen klassas som en tumörsuppressorgen, och hindrar tumörers uppkomst om det finns minst en fungerande allel i en enskild cell.
Då båda allelerna måste muteras för att en cell ska bli cancerogen så kan förloppet och prevalensen av sjukdomens varianter förklaras av Knudsons hypotes. Om mutationen uppkommit redan i en av könscellerna bär samtliga av barnets celler en muterad allel. Det krävs således endast en till mutation för att ett barn med nedärvd mutation på RB-genen skall utveckla en tumör. Detta är anledningen till att de ärftliga retinoblastomen uppträder tidigare än de icke ärftliga.
Man brukar därför förenklat säga att alla retinoblastom som drabbar båda ögonen är ärftliga. Hälften av alla barn som har en förälder med ärftlig retinoblastom ärver genen, om man ärver genen är det cirka 90 procents risk att utveckla sjukdomen. När det gäller retinoblastom som sitter på enbart den ena sidan (och därför antas vara icke ärftlig) är risken att ärva sjukdomen cirka 10–15 procent.
Retinoblastom ingår i den grupp sjukdomar som i Sverige får medges tillstånd till preimplantatorisk fosterdiagnostik.

## Symptom
Retinoblastom upptäcks ofta genom den så kallade kattögereflexen (leucokori): Den ena pupillen glimmar till i vissa ljusförhållanden. Ibland upptäcks detta på fotografier. Blixtljuset reflekteras då som vitt mot tumören när den skymmer den röda näthinnan som annars ger den vanligt förekommande "röda ögon"-effekten.
Ett annat symptom kan vara skelning, även om det är en mycket ovanlig orsak till skelning.

## Behandling
Behandlingen sker i Sverige i samarbete med S:t Eriks ögonsjukhus i Stockholm (som sedan 2009 har riksansvar för den ögononkologiska och ögonpatologiska verksamheten). Metoden beror på hur utbredd tumören är och om den är enkelsidig eller dubbelsidig, men innebär normalt strålbehandling. I Sverige sker detta nästan uteslutande med linsbevarande teknik, där strålfältet placeras bakom ögats lins för att undvika grå starrbildning. Om tumörväxten i ögat är omfattande brukar hela ögat opereras bort, så kallad enukleation. Är tumören mycket begränsad kan behandling ske med precisionsstrålningsteknik eller med lokala radioaktiva inlägg, brakyterapi. 
Ofta startar behandlingen med cytostatika. Utomlands benämns detta kemoreduktion, då resultatet är att tumörstorleken kraftigt minskas, varefter enskilda tumörer i ögat kan behandlas individuellt med till exempel laser.
Det är ovanligt att man återfår tumörer i ögonen efter genomgången behandling. Det är dock viktigt med regelbundna kontroller. Om ett barn drabbas de första levnadsmånaderna sker kontroller upp till 7-8 års ålder.

### Ögonproteser
Om man måste operera bort ett öga får man istället en ögonprotes. Den kan vara utformad som en ögonglob som fyller ut ögonhålan, men är oftare ett tunt skal (skalprotes) av glas eller akrylat som placeras ovanpå ett implantat i ögonhålan. 
Ögonproteserna tillverkas av särskilda protestillverkare eller av tandtekniker, och färgkorrigeras och ges rätt mängd tunna blodkärl och liknande för att matcha det kvarvarande ögat. Protesen kan ofta inte skiljas från ett riktigt öga. Eftersom personen oftast har sett, har man ett normalt rörelsemönster för ögonen, och det finns metoder som även tillåter att ögonmusklerna rör protesen som ett normalt öga.
Proteserna byts regelbundet, ungefär en gång per år, vilket är särskilt viktigt för små barn, där ögats tillväxt påverkas av protesens storlek

## Prognos
Prognosen för retinoblastom har förbättrats radikalt sedan början av 1900-talet. I västvärlden blir mer än 95 procent blir friska. De allra flesta barnen har också efter tumörbehandling en god syn. Även barn som fått ena ögat bortopererat kan räknas till dem som har god syn. Bra syn på ett öga är till exempel fullt tillräckligt för att få köra bil.
Personer med ärftliga former av retinoblastom har en förhöjd risk att drabbas av andra tumörer senare i livet, speciellt sarkom, ofta osteosarkom och rabdomyosarkom.